# Megalurus
Megalurus is een monotypisch geslacht van zangvogels uit de familie Locustellidae. 

## Soorten
De enige soort in dit geslacht:
- Megalurus palustris  –  Gestreepte grasvogel